# تقي أباد (بنستان)
تقي أباد (بالفارسية: تقی‌آباد) هي قرية تقع في إيران في قسم بنستان الريفي. يقدر عدد سكانها بـ 19 نسمة .